# Shorea falciferoides
Espèce
Statut de conservation UICN

 CR A1cd : 
En danger critique
Shorea falciferoides est une espèce de plantes du genre Shorea de la famille des Dipterocarpaceae.

## Liste des sous-espèces
Selon Catalogue of Life (20 septembre 2020) :
- sous-espèce Shorea falciferoides subsp. falciferoides
- sous-espèce Shorea falciferoides subsp. glaucescens